# Плазменное эхо
Пла́зменное э́хо — эффект появления самопроизвольного когерентного отклика плазмы в ответ на внешний электромагнитный сигнал, связанный с бесстолкновительной релаксацией волновых возбуждений за счёт нелинейности или неоднородности плазмы. Различают протранственное и временное эхо в соответствии с тем, с пространственным или временным сдвигом относительно внешнего воздействия происходит отклик.